# Random Harvest
Random Harvest, ooit in het Nederlands uitgebracht onder de titel Gevangenen van 't verleden, is een film uit 1942 onder regie van Mervyn LeRoy. De film is gebaseerd op het gelijknamige boek van James Hilton. Ronald Colman en Greer Garson spelen de hoofdrollen. De film werd genomineerd voor zeven Oscars, maar won er geen.

## Verhaal

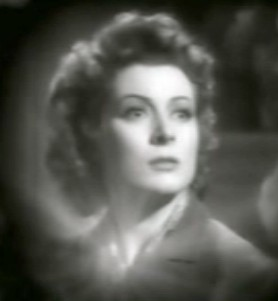
Garson als Paula

John Smith is een Britse officier tijdens de Eerste Wereldoorlog. Wanneer hij in een loopgraaf het slachtoffer wordt van een gasaanval, krijgt hij een stressreactie. Hierna blijkt hij zijn geheugen te zijn verloren en krijgt hij ook last van spraakproblemen. Vlak nadat de oorlog is afgelopen, ontmoet hij artieste Paula. Ze neemt hem onder haar hoede en biedt hem een baan aan in haar rondreizende theatergroep. Na een incident dat ongewenste aandacht kan krijgen, vertrekt Paula met Smith naar een klein dorp. Hier trouwen ze en leiden gedurende een korte periode een gelukkig leven.
Smith ontdekt dat hij talent heeft als auteur en begint te schrijven om de kost te verdienen. Hij laat Paula en haar pasgeboren kind achter voor een sollicitatiegesprek in Liverpool. Onderweg wordt hij aangereden door een taxi. Als hij bijkomt, is zijn geheugen uit het verleden hersteld, maar kan hij zich niets meer herinneren van Paula. Zijn werkelijke naam blijkt Charles Rainier te zijn, de zoon van een rijke zakenman. Hij wil weten wat er met hem is gebeurd na de oorlog, maar zijn enige aanwijzing is een nietszeggende sleutel.
Charles keert terug naar zijn geboorteplaats als zijn vader is overleden en begraven zal worden. Niet iedereen is even blij met zijn komst, aangezien hij het merendeel van zijn vaders vermogen zal erven, inclusief de villa van de familie, Random House genaamd. Hij krijgt te maken met onder andere Kitty, een 16-jarige stiefdochter uit de Rainier-familie.
Charles besluit zijn studie te willen afmaken, maar de familie heeft hem nodig voor de zaken en het herstellen van het familiefortuin. Hij blijkt net als zijn vader een succesvolle zakenman en krijgt na een aantal jaren zelfs de eretitel "Industriële Prins van Engeland". Paula is ondertussen op zoek gegaan naar haar "Smithy". Ze heeft haar baan als artieste inmiddels opgegeven om secretaresse te worden. Haar kind was vlak na de geboorte overleden.
Op een dag ziet ze een foto van Charles in de krant. Ze weet zich op te werken tot zijn assistente en noemt zichzelf Margaret. Ze hoopt dat hij haar zich misschien kan herinneren als ze veel in zijn aanwezigheid is. Dr. Jonathan Benet, die zelf een oogje heeft op Paula, vertelt haar dat hij haar alleen maar zal haten als ze de waarheid opbiecht.
Ondertussen groeit Kitty op tot een jongedame. Ze heeft Charles lange tijd liefdesbrieven gestuurd en is nu verloofd met hem. Paula heeft "Smithy" dood laten verklaren op grond van verlating. Kitty komt er op dat moment achter dat Charles problemen heeft met zijn geheugen en eigenlijk nog verliefd op iemand anders is. Kitty is gebroken en verbreekt de verloving.
Later wint Charles een verkiezing voor het Parlement. Hij is toe aan een vrouw aan zijn zijde en doet een huwelijksaanzoek aan "Margaret". Zij accepteert zijn aanbod, ondanks dat het weinig met romantiek te maken heeft. Voor het publiek zijn Charles en Margaret het ideale koppel. Paula is echter mentaal uitgeput en ontzettend ongelukkig met haar schijnleven en laat alles achter om op vakantie te gaan.
Paula bezoekt de plaats waar ze ooit gelukkig met "Smithy" leefde. Charles moet ondertussen voor zaken ook naar deze plek. Als hij de omgeving herkent, begint zijn geheugen terug te komen. Als hij een huis opmerkt, probeert hij de oude sleutel die tot zijn verbazing in het slot past. Paula ziet Charles ondertussen en roept "Smithy". Hij keert zich om en roept "Paula" terug. Ze rennen en vallen elkaar in de armen.

## Rolverdeling
| Acteur            | Personage                        |
| ----------------- | -------------------------------- |
| Ronald Colman     | Charles Rainier                  |
| Greer Garson      | Paula Ridgeway / Margaret Hanson |
| Philip Dorn       | Dr. Jonathan Benet               |
| Susan Peters      | Kitty Chilcet                    |
| Henry Travers     | Dr. Sims                         |
| Reginald Owen     | Biffer                           |
| Bramwell Fletcher | Harrison                         |
| Rhys Williams     | Sam                              |
| Aubrey Mather     | Sheldon                          |
| Margaret Wycherly | Mevrouw Deventer                 |
| Una O'Connor      | Eigenaar van een tabakwinkel     |

## Ontvangst
Het Amerikaanse tijdschrift Variety vertelde dat Ronald Colman "aardig speelde, maar niet de romanticus meer is die hij ooit was". Hetzelfde blad vertelde over Greer Garson dat ze "charmant en meer verleidelijk dan ooit" is. The New York Times gaf alle lof aan de acteurs, hoewel het opmerkte dat Colman te oud was om een jonge veteraan te spelen.

## Oscars
De film werd genomineerd voor de volgende zeven Oscars (de film zou er niet een winnen):
- Oscar voor beste film - Gewonnen
- Oscar voor beste vrouwelijke bijrol (Susan Peters)
- Oscar voor beste regisseur (Mervyn LeRoy)
- Oscar voor beste scenario (George Froeschel, Claudine West, Arthur Wimperis)
- Oscar voor beste acteur (Ronald Colman)
- Oscar voor beste decors (Cedric Gibbons)
- Oscar voor beste muziek (Herbert Stothart)